# Rubus nivalis
Rubus nivalis ist eine im westlichen Nordamerika vorkommende Pflanzenart der Gattung Rubus. Die Art gehört zu den Rosengewächsen (Rosaceae).

## Beschreibung

### Vegetative Merkmale
Rubus nivalis ist eine ausdauernde Pflanze, deren niederliegend wachsende Sprosse sich an den Knoten bewurzeln. Die stielrunden, flaumig behaarten, schwach verholzenden Sprossachsen sind 3–12 dm lang und etwa 1–2 mm dick. Sie sind spärlich mit ziemlich schlanken, etwas gekrümmten, rückwärtsgerichteten Stacheln besetzt. Die wechselständigen Laubblätter besitzen einen 1–5 cm langen, gefurchten und mit schlanken, zurückgekrümmten Stacheln besetzten Stiel. Die lanzettlichen bis breit eiförmigen, kurz zugespitzten, oft gezähnten oder gelappten Nebenblätter sind 5–10 mm lang. Sie sind nicht oder kaum mit dem Blattstiel verwachsen. Die immergrüne, Spreite ist meist einfach, seltener auch dreizählig zusammengesetzt. Die Spreite von einfachen Laubblättern ist ungefähr 3–6 cm lang, herzförmig-eiförmig bis rundlich-herzförmig und ungeteilt bis unregelmäßig dreilappig. Die unteren Blättchen von dreizähligen Laubblättern sind schief eiförmig, das Endblättchen ist etwas größer und breit rhombisch-eiförmig. Die Spreite ist am Rand grob gezähnt mit breiten, plötzlich bespitzten Zähnen. Sie ist oberseits stark glänzend und kahl oder spärlich rauhaarig, unterseits grün und entlang der Nerven mit schlanken, zurückgekrümmten Stacheln besetzt.

### Generative Merkmale

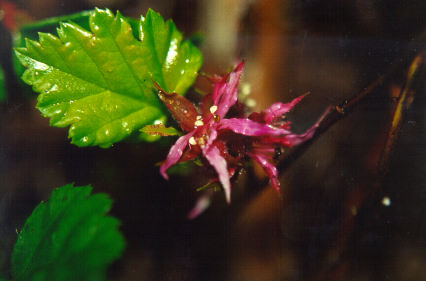
Rubus nivalis, Blütenstand

Die Blütenstände stehen an den niederliegenden Sprossen auf einem kurzen, nicht mit Drüsen besetzten Stiel in den Achseln der Laubblätter. Sie enthalten ein bis zwei zwittrige Blüten und meist mehr als ein Hochblatt. Der Blütenboden ist an der schwach gewölbten Außenseite mehr oder weniger stachelig. Die fünf lanzettlichen, oft ungleichen Kelchblätter sind 7–9 mm lang und besitzen eine etwa 2 mm lange, linealische Spitze. Die äußeren sind laubig, etwas gezähnt, zottig behaart und zur Blütezeit zurückgebogen. Die fünf lanzettlichen bis schmal elliptischen Kronblätter sind matt purpurn bis rosa, selten weiß gefärbt und ungefähr so lang bis eineinhalb mal so lang wie die Kelchblätter. Die 10–15 nicht miteinander verwachsenen Staubblätter mit fädlichen Staubfäden und in der Regel weniger als zehn Fruchtblätter sitzen auf dem mehr oder weniger kegelförmigen Blütenboden. Die Fruchtblätter enthalten zwei hängende Samenanlagen, von denen eine unentwickelt bleibt. Die endständigen Griffel sind fadenförmig.
Die Früchte sind als halbkugelige, rote, flaumig behaarte Sammelsteinfrüchte ausgebildet, die aus nicht mehr als fünf bis sechs großen, einsamigen Steinfrüchtchen zusammengesetzt sind. Der Steinkern besitzt eine grubige Oberfläche.
Die Pflanze blüht von Ende April bis August und fruchtet von Juni bis Anfang Oktober.

### Chromosomen
Rubus nivalis hat einen diploiden Chromosomensatz mit 2n = 14.

## Verbreitung und Lebensraum
Der Großteil der Vorkommen von Rubus nivalis findet sich entlang der Westküste Nordamerikas, von British Columbia bis ins nordwestliche Kalifornien. Die nördlichsten Fundorte liegen im zentralen Hochland von British Columbia, beispielsweise bei Burns Lake. Weiter südlich werden unter anderem Vancouver Island, der Westfuß der North Shore Mountains, die Olympic-Halbinsel, die Oregon Coast Range und die Kaskadenkette besiedelt. Davon getrennt durch kontinentale, niederschlagsarme Becken- und Plateaulandschaften kommt Rubus nivalis im Landesinneren beispielsweise im gebirgigen Südosten von British Columbia und in Idaho vor. Die Art wächst fast von Meeresniveau bis in Höhenlagen von ungefähr 1500 m.
Die Bandbreite der Vorkommen von Rubus nivalis reicht von schattigen bis halbschattigen, feuchten Nadelwäldern bis zu offenen Standorten an Hangrücken. Die Art bleibt in schattigen Wäldern steril und kommt nur an ausreichend lichten Standorten zur Blüte, beispielsweise auf kürzlich abgebrannten Flächen oder an Felsstandorten.

## Taxonomie und Systematik
Die Erstbeschreibung der Art wurde im Jahr 1832 von William Jackson Hooker in seiner Flora Boreali-Americana veröffentlicht. Sie beruhte auf einem Manuskript des britischen Pflanzensammlers David Douglas, sodass letzterer als der eigentliche Autor zu gelten hat. Rubus pacificus J.M.Macoun ist ein Synonym. Außerdem ist die Art als Cardiobatus nivalis (Douglas) Greene die Typusart einer eigenen, heute aber nicht anerkannten monotypischen Gattung Cardiobatus Greene.
Rubus nivalis wird innerhalb der Gattung Rubus in die relativ artenarme, überwiegend asiatische Untergattung Chamaebatus gestellt. Eine molekularbiologische Untersuchung auf der Grundlage von ITS-Sequenzen der ribosomalen DNA hat diese Untergattung als polyphyletisch dargestellt. Rubus nivalis war nicht das Schwestertaxon des ostasiatischen Rubus pectinellus, der zweiten untersuchten Art der Untergattung. Dagegen zeigte er Beziehungen zu den beiden untersuchten Arten der überwiegend südamerikanischen Untergattung Orobatus und zu einer Klade, die aus mehreren, überwiegend zur Untergattung Lampobatus gehörenden neuseeländischen und australischen Arten sowie aus dem südamerikanischen Rubus geoides bestand.

## Etymologie
Das Artepitheton nivalis (lat. Schnee-) bezieht sich offenbar auf die Angaben zum Habitat in der Erstbeschreibung: „On the high snowy ridges of the Rocky Mountains.“, also etwa „Auf den hohen schneebedeckten Kämmen der Rocky Mountains“. Der Gattungsname Rubus ist die alte lateinische Bezeichnung der Brombeeren.

## Nutzung
Bei den Quileute und den Hoh auf der Olympic-Halbinsel im Bundesstaat Washington werden die Früchte roh gegessen, als Kompott zubereitet und auch für den Winter konserviert.